# Lazaretul din Milano

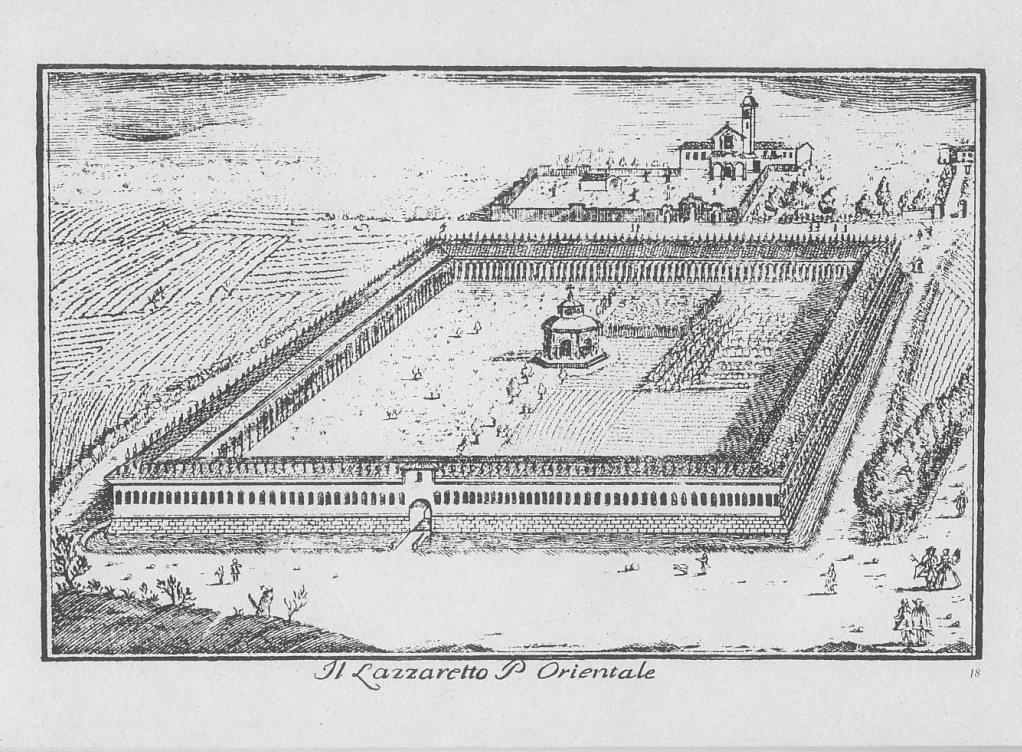
Lazaretul în prima jumătate a lunii septembrie da Vedute di Milano de Marc'Antonio Dal Re publicată în 1745. În centru se poate vedea Biserica Sfântul Carlo care se păstrează și astăzi.

Lazaretul din Milano a fost un așezământ pentru oamenii bolnavi de lepră, construit în secolul al XV-lea în afara cetății Milano, la Poarta Orientală a orașului, pentru a rezolva urgențele medicale apărute. În anul 1969 statul a atribuit un imobil din cadrul lazaretului către Biserica Ortodoxă Rusă din Exil, care a organizat aici o mănăstire.

## Istoria

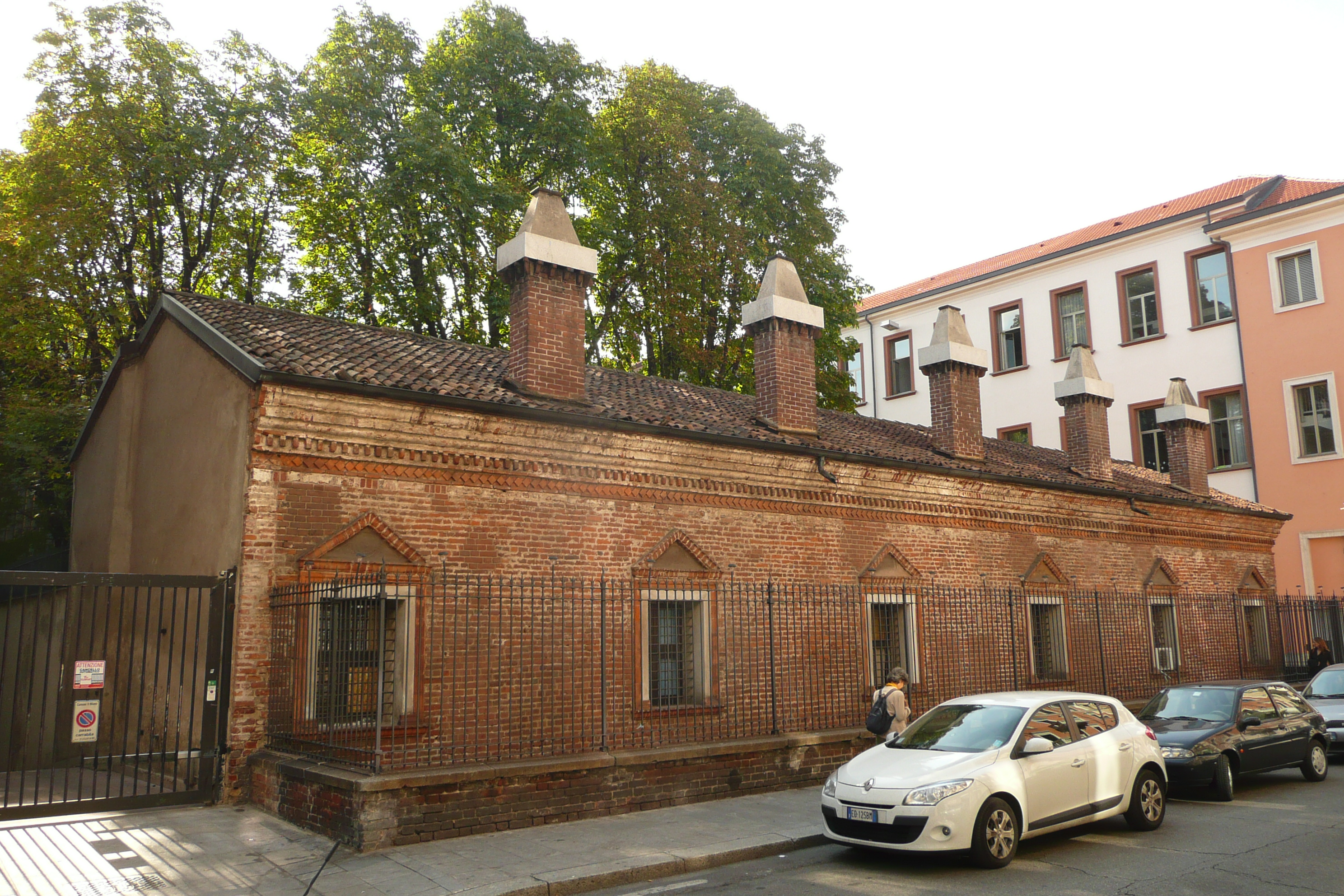
Mănăstirea ortodoxă

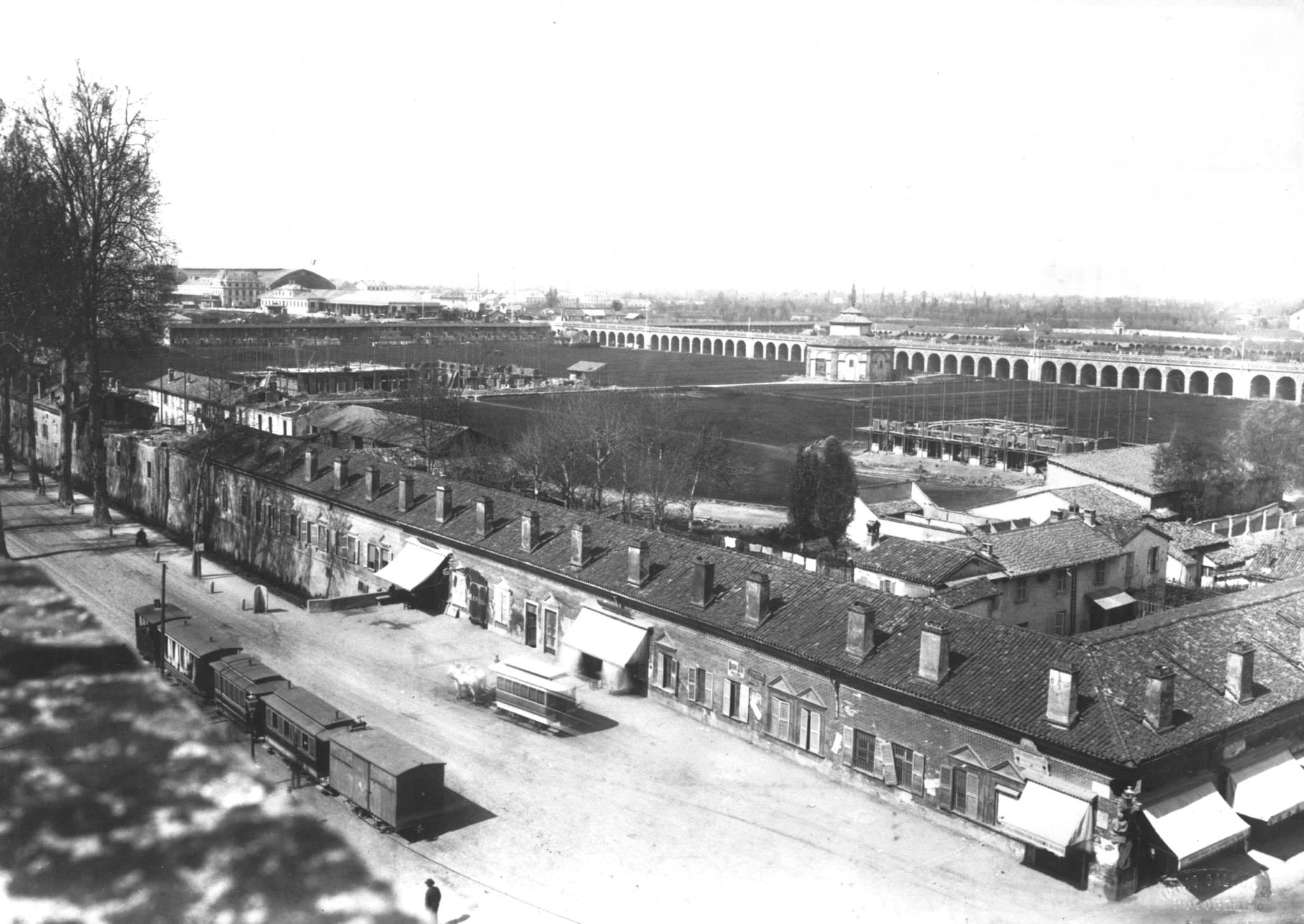
Lazaretul cu putin inainte de prima demolare: in spatele bisericii Sfantul Carlo exista un canal (astazi strada Tunisia). În partea stângă se afla vechea gară a orașului Milano.